# Žana Lelas
Žana Lelas, coniugata Lokica (Spalato, 28 maggio 1970 – Spalato, 15 settembre 2021), è stata una cestista jugoslava, dal 1991 croata.

## Carriera
Centro di 188 cm, ha giocato in Serie A1 con Messina.
Con la Jugoslavia ha disputato i Giochi olimpici di Seul 1988 e i Campionati europei del 1991.
Con la Croazia ha disputato i Campionati europei del 1995.